# Petacas
El Petacas és un volcà de Colòmbia consistent en un dom de lava. S'eleva fins al 4.050 msnm i es troba a la frontera entre el departament de Nariño i el del Cauca, molt a prop del volcà Doña Juana. La darrera erupció va tenir lloc durant el Plistocè.